# 国際交流サービス協会
一般社団法人国際交流サービス協会（こくさいこうりゅうサービスきょうかい、International Hospitality and Conference Service Association）は、政府が行う海外からの招聘事業や国際会議などの国際交流事業を実施している法人。元外務省所管。

## 概要
- 所在：東京都中央区新川1-17-18　白鹿茅場町ビル5階
- 設立：1970年4月20日
- 理事長：河守孝始

## 事業
- 国際交流・セミナー・各種招へい事業（外務省主催が多い）の開催、在外公館派遣員、専門調査員の選考・派遣、インバウンドサポート（HP「インバウンド カフェ」運営）、日本文化情報サイト「IHCSA Café」の運営など。

## 発行書籍
- これなら使える! 外国人旅行者 実践おもてなし完全パック〈旅館・ホテル編〉 2010年9月8日 ISBN 978-4-9905249-0-6